# Dioclée
 (juillet 2015).
Si vous disposez d'ouvrages ou d'articles de référence ou si vous connaissez des sites web de qualité traitant du thème abordé ici, merci de compléter l'article en donnant les références utiles à sa vérifiabilité et en les liant à la section « Notes et références ».

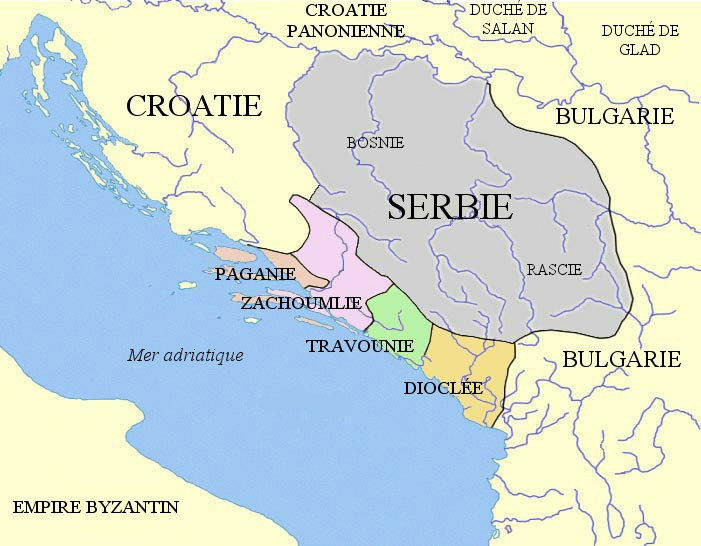
Dioclée selon De administrando imperio.

La Dioclée (en serbe Дукља, Duklja ; en latin d'abord Doclea puis Diocleia) était un État médiéval Ilyrie méridional situé sur des terres incluant les territoires de la rivière Zeta, du lac de Skadar et des bouches de Kotor. Il était frontalier avec la Travonie à Kotor. La Dioclée fut, d'abord, une partie semi-indépendante de la Grande Principauté (Zhupanate) de Rascie, qui fut un vassal de l'Empire byzantin et plus tard directement mis sous la suzeraineté byzantine jusqu'à ce qu'elle gagne son indépendance au milieu du XIe siècle, gouvernée par la Maison des Vojislavljević. 
La Dioclée ne désignait à l'origine que la ville de Doclea, fondée au début du Ier siècle apr. J.-C. et nommée d'après les Docleata, l'ancienne tribu illyrienne. Son nom a évolué à Diocleia par croisement avec le nom Dioclétien, empereur originaire de cette ville. En 297, Doclea, située près de l'actuelle Podgorica (anc. Birziminium), devint la capitale de la Prévalitaine romaine, puis de la Dioclée slave. Ensuite, la capitale de l'État se déplaça à Shkodër jusqu'à la fin du Moyen Âge. La capitale royale de Dioclée était Ston, ville en Croatie actuelle. 
Le lien entre les noms Dioclée et Zeta est peu clair, puisque les deux termes se chevauchent. La Dioclée était la plupart du temps référencée comme la région littorale entre les bouches de Kotor et le lac de Shkodër, tandis que Zeta se réfère aux terres autour de la rivière Zeta. La Zeta est ainsi le prédécesseur le plus précis du Monténégro du XIXe siècle, alors que le Monténégro actuel couvre les deux territoires. Selon une autre interprétation, la Dioclée était composée de Zeta et de la Travonie. En tout cas, le nom Dioclée ne s'utilise plus à la fin du Moyen Âge.

## Histoire

### Les débuts
Héraclius réussit à baptiser beaucoup de Slaves grâce aux missionnaires de Rome, dont c'est la mission de baptiser les Serbes.
Selon la légende, les Slaves arrivent des Balkans occidentaux, sous le commandement d'une famille souveraine. La légende explique ensuite comment le Royaume slave a été divisé en deux moitiés. 
En 732, l'empereur byzantin retire la région de Dioclée de la suzeraineté de l'évêque de Rome et l'offre au patriarche de Constantinople, étouffant ainsi la culture latine précédemment dominante, pour le retour de l'hellénisme. 
La langue et la culture latines subsistent seulement dans les anciennes cités côtières romanisées. 
La Principauté de Dioclée est soumise au grand-duché de Rascie depuis le début du IXe siècle au moins, sous le grand-duc Vlastimir de toutes les Rascies, mais continue de garder sa semi-indépendance. 
Les païens slaves de la Dioclée sont entièrement baptisés ensemble avec tous les Serbes sous les grands-ducs Stefan et Petar dans le même siècle. 
Le prince Časlav Klonimirović de la maison des Vlastimirović, dernier descendant de l'Archonte inconnu, crée le royaume de Serbie et s'arrange pour contrôler plus de 70 % du territoire diocléen.
Les enclaves byzantines de Kotor, Bar et Ulcinj ont à payer des taxes, et sont parfois même gouvernées par des souverains diocléens.

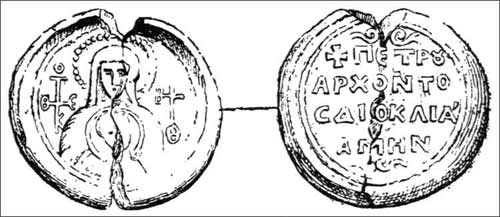
Cachet en plomb de l'archonte Petar, premier souverain connu de Dioclée.

La mort du prince Časlav apporte une opportunité pour une Dioclée plus indépendante. 
Au milieu du Xe siècle, les princes travoniens font de longues guerres contre le Ban diocléen. 
Il est possible que la Dioclée ait été conquise et que la Travonie et la Dioclée aient été unies sous une seule famille souveraine. 
Les conteurs folkloriques appellent leurs souverains « rois », quand ils étaient de fait seulement des « princes ». 
Le « roi » Predimir est le premier souverain connu. Il dirige son « royaume » à partir d'Onogošt. 
Il existe une histoire de sa vie : après la chute de l'Empire bulgare, la Rascie est envahie et conquise par les Byzantins de l'Empereur Jean Ier Tzimiskès et ses
et ses généraux. 
Le Zhupan (le chef) de la Rascie s'enfuit avec ses fils Plenus et Radigrad, et sa fille Prechvala, pour se réfugier à Onogost avec Predimir.
Selon le récit, Predimir tombe fortement amoureux de la merveilleuse princesse rascienne Prechvala, et convainc le conseil d'arranger une offre politique pour la maison rascienne souveraine.
Predimir prévoit d'épouser Prechvala, et le Zhupan de Rascie et ses fils deviendraient vassaux sous la protection du « roi » Predimir. 
Le duc de Rascie et ses fils consentent, préférant prêter serment de loyauté à Predimir et ses sujets. 
Les nouveaux parents du « roi » reçoivent le territoire de Tribessa en cadeau de mariage, et établissent Radigrad comme le Zhupan d'Onogošt, tandis que le nouveau mariage est célébré à la manière royale. 
Predimir et son beau-père provoquent une rébellion en Rascie, ordonnant aux habitants de tuer leurs suzerains byzantins. 
Après l'exécution des Grecs en Rascie, Predimir y vient en famille, annexe la Rascie, et restitue son beau-fils en tant que grand-duc de Rascie, alors que ses cousins reçoivent de nombreux titres princiers. 
Les fils de Predimir et Prechvala divisent leurs terres après sa mort :
- au fils aîné, Chlavimir : Zeta et les zhupanats de Lusca, Podlugiae, Gorsca, Cupelnich, Obliquus, Prapratna, Cermenica et Budva avec Cuceva et Gripuli ;
- au second fils, Boleslav : les zhupanats de Libomir, Vetanica, Rudina, Crusceviza, Vrmo, Rissena (Risan), Draceviza (Herceg Novi), Canali, Gernoviza ;
- à Dragoslav : la Zahumlje et les zhupanats de Stantania, Papava (Popovo), Yabsko, Luca, Vellica (Velika), Gorimita, Vecenike, Dubrava et Debre ;
- au plus jeune, Svevlad : Submontana (Podgorica) et les zhupanats de Onogost, Moratia (Morača), Piva, Gerico (Gačko), Netusini (Nevesinje), Guisemo, Comerniza, Com, Debreca (Debar), Neretva et Rama.

Le système de la tétrarchie est alors adopté.
Le récit continue de parler du frère de Predimir, le roi Krešimir de Croatie, qui se débarrasse de son fils infirme Leghec et l'envoie en Travonie, où son cousin Boleslav gouverne la région. 
L'histoire raconte comment Leghec épouse une servante locale, Lovizza, avec laquelle il a sept fils. 
Les quatre fils de Predimir gouvernent le peuple sans pitié, alors Leghec et ses fils lèvent une rébellion et entraînent le peuple dans une guerre civile, jusqu'à ce que chaque fils et petit-fils de Predimir soit tué, du plus jeune au plus vieux, excepté le fils de Boleslav, Sylvestre, qui parvient à s'enfuir à Raguse. 
Selon le récit, Leghec gouvernee avec ses sept fils à Traiectus dans les bouches de Kotor, où il bâtit lui-même une forteresse et une cour. 
L'histoire se prolonge en racontant comment Dieu se fâche contre la famille souveraine de Leghec à cause de sa trahison.
Il paralyse Leghec encore plus, physiquement et mentalement, et infeste de la peste ses fils. 
Rapidement, toute la branche de Leghec est éteinte. 
Le peuple fait revenir Sylvestre de Raguse, et l'intronise, restaurant ainsi la dynastie de Predimir. 
Sylvestre gouverne seul l'entière tétrarchie avec respect et justice. 
Son fils, Tugemir, lui succède comme souverain de Dioclée.
Lui succède à son tour son propre fils, Chvalimir, qui divise le royaume parmi ses trois fils : l'aîné Petrislav gouverne la Dioclée, Dragomir gouverne la Travonie et la Zachlumie, alors que le plus jeune, Miroslav, gouverne la Podgorie "Transmontana" (région de Podgorica/Titograd). 
Miroslav meurt dans le lac de Shkodër, lors d'une tempête avec tout son équipage, alors qu'il rend visite à ses frères en bateau.
Petrislav hérite de son domaine, réunifiant ainsi la Dioclée. 
Après la mort de Petrislav, il est enterré dans l'église de Prečista Krajina dans la région frontalière. 
Son fils, Jovan Vladimir lui succède.

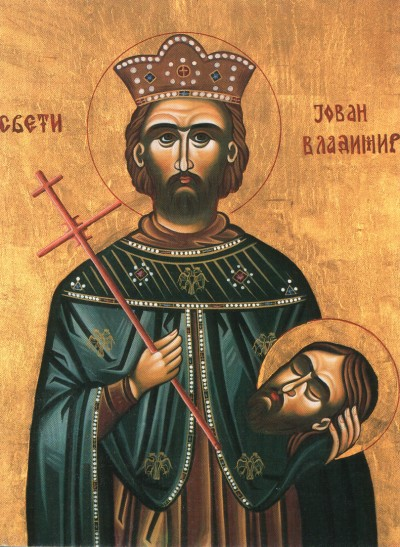
Jovan Vladimir (990 - 1016), un des premiers souverains de la Dioclée ainsi que le premier saint serbe.

Saint-Jean Vladimir combat les tribus Arbanass qui menaçaient les territoires orientaux. 
Shkodër est subséquemment considérée comme le centre politique de la Dioclée. 
Le Tsar Samuel Ier de Bulgarie envahit la Dioclée et prend le prince comme prisonnier.
À la suite de son mariage avec la princesse bulgare Kossara, Jovan Vladimir est autorisé à retourner en Dioclée et y gouverner en tant que vassal bulgare.
Après le complot réussi du dernier tsar de l'Empire bulgare, Jovan Vladimir meurt le 22 mai 1016. 
Saint-Jean Vladimir étend grandement ses prétentions en devenant également le souverain de la Travonie et de la Serbie.
La Dioclée devient alors une part du « thème de Serbie » (thema Servia) byzantin sous le « stratège de Serbie » Constantin Diogène, pendant que ces souverains restent seulement titulaires.

### Âge d'or
L'époque anarchique qui suit l'aube du XIe siècle est cruciale pour la Dioclée. Le peuple se rebelle et lynche son prince, Dragomir.
En 1034, Dobroslav, aussi appelé Stefan Vojislav, fils de Dragomir (Stefan Voislav; éponyme de la Maison des Vojislavljević), qui était de la noblesse travonienne, commence à amasser des troupes pour libérer la Dioclée.
Voislav se prépare pour la guerre, mais trompe les Byzantins, en leur assurant qu'il est leur fidèle sujet. 
Il obtient le surnom « Stefan » du mot grec Stephanos, signifiant « couronné » pour se rapprocher de son pouvoir indépendant. 
En 1035 et 1036, un soulèvement a lieu.
Les Byzantins parviennent rapidement à imposer une trêve. 
Voislav est pris en otage à Constantinople, et la tâche d'occuper la Dioclée est confiée au strategos serbe, Theophilos Erotikos. 
Voislav échappe à l'emprisonnement et entraîne un conflit pour expulser le strategos Theophilos et créer un territoire indépendant du lac de Shkodër aux montagnes de Hum. 
En même temps, se soulèvent les Slaves, qui progressent rapidement de Belgrade à travers Naissos jusqu'à Skopje, menés par Pierre Deljan, comme le soulèvement slave de Tihomir à Dyrrachium. 
Les insurgés atteignent les ruines de Thèbes à une occasion.
En conséquence, les Byzantins laissent la Dioclée tranquille quelque temps.

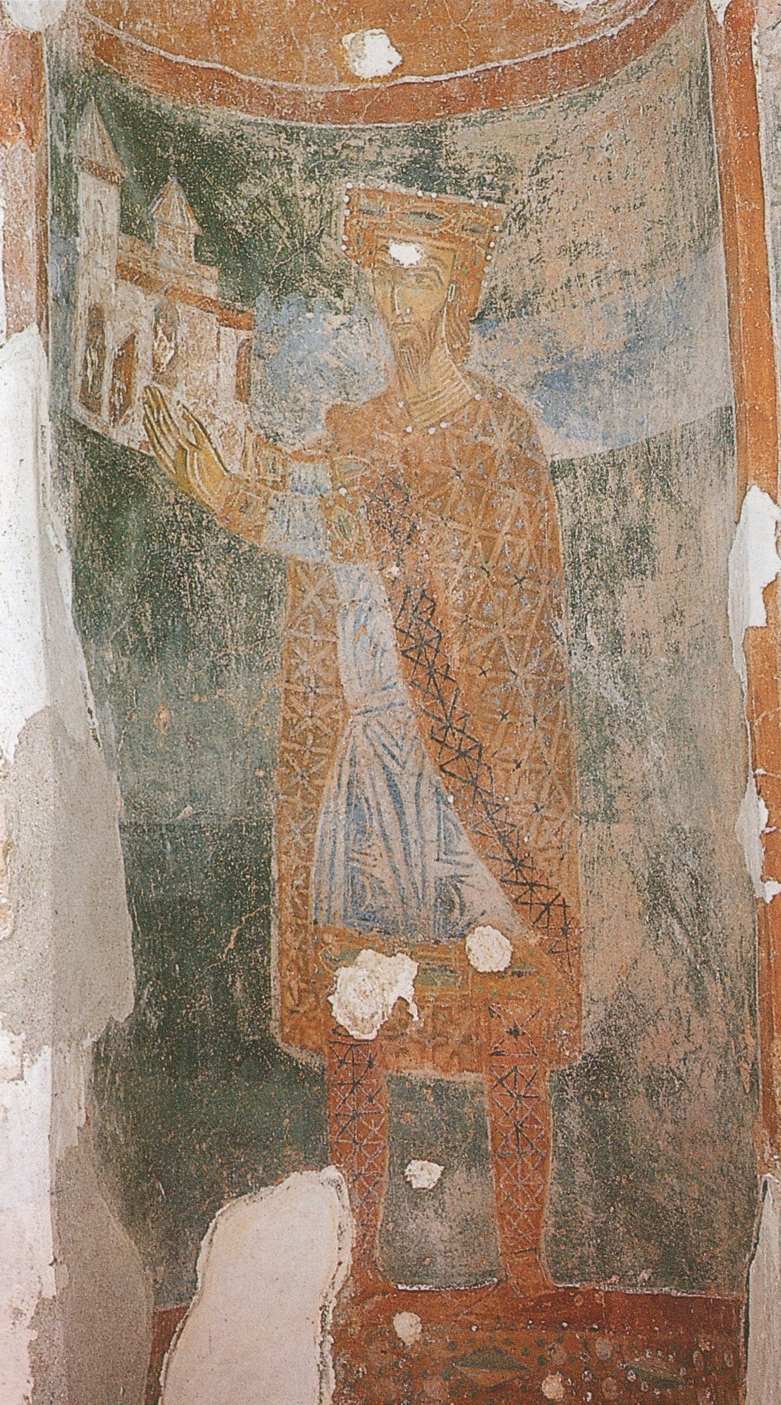
Mihailo Voislav, le premier souverain reconnu de la Dioclée sur une fresque de l'église de Saint-Michel à Ston: couronné Roi des Slaves et connu comme le Souverain des Tribaux et des Serbes durant son règne.

Alors que l'empereur byzantin Michel attend à Thessalonique de recevoir une cargaison d'or de 10 Kentenars de l'Italie du Sud, une galère se fracasse accidentellement dans la baie de la Dioclée. 
Ces trésors, accaparés par les hommes de Voislav, améliorent grandement l'économie diocléenne. 
Mais cela provoque la fureur de Michel, qui envoie l'eunuque impérial George Probat pour écraser le mouvement de Voislav. 
La capture par les Diocléens, lors d'une embuscade, du chef de l'armée byzantine, l'eunuque George, rend la défaite totale. 
Le fils de Voslav, Radoslav, est célèbre pour avoir lui-même tué un commandant militaire byzantin sur le champ de bataille. 
Les soulèvements slaves en Macédoine de Petar Delian, qui s'est couronné "Tsar Petar II des Bulgares", empêche toute possibilité pour une autre armée byzantine d'attaquer la Dioclée.
Plus tard, ces couronnements sont répétés par son descendant Mihailo de Voislav, qui tient l'ancien titre princier de Prince de Rascie jusqu'en 1077, où il reçoit le titre de Roi des Slaves et une couronne du pape Grégoire VII. 
Pour marquer son couronnement, le pape élève l'évêché de Bar en un archevêché en 1080. 
Son royaume est connu sous le nom de royaume du Monténégro, et Mihailo porte le titre de Souverain des Tribaux et des Monténégrins. 
Durant l'expansion de la Dioclée en Croatie, où les forces diocléennes font une incursion aussi loin que Knin, le titre souverain intégral devient roi de Dioclée et de Dalmatie.
Il envoie son fils avec une armée aider l'insurrection de George Voiteh en 1072 durant la rébellion slave en Macédoine ancienne.
Constantin Bodin est accepté en tant que Petar III, Tsar des Bulgares (voir Liste des souverains de Bulgarie), mais il est capturé par les forces byzantines.
Il est toutefois délivré par son père en 1078. 
Le roi Mihailo parachève l'unification des enclaves byzantines de Dubrovnik, Kotor, Bar et Ulcinj, commencée par son prédécesseur.

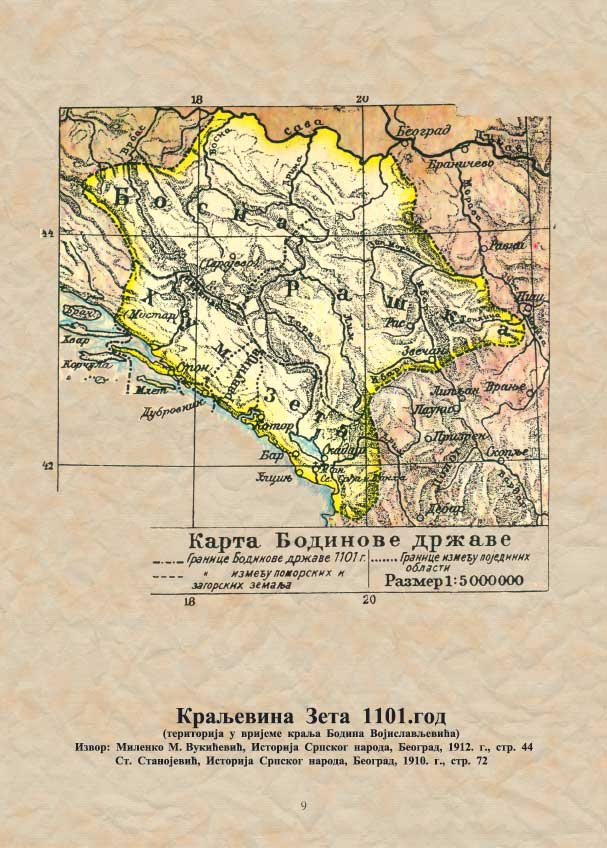
La carte du royaume de Dioclée sous le roi Constantin Bodin.

Cette période s'avère donc utile à la Dioclée. 
Tandis que ses bords orientaux sont utilisés comme une zone limite entre le Pape et le Patriarche œcuménique, les souverains de Dioclée utilisent le côté latin (occidental) pour gagner une certaine indépendance par rapport à Byzance, mais renforcent le rite oriental et schismique orthodoxe pour éviter le contrôle par l'ouest catholique.
Beau-fils de Guy de Normandie (Robert Guiscard), Constantin Bodin hérite de son père le royaume diocléen. 
Après la mort de Bodin, la Dioclée ne connaît aucun souverain puissant.
Et les combats autour de la couronne deviennent courants et dangereux à terme.
En 1101, une armée de Croisés passe à travers la Dioclée avec le comte Raymond IV de Toulouse durant la croisade de 1101.
Les autres souverains de la dynastie Voislav après Bodin incluent Vukan, Marko, Uroš I et Uroš II.

### Déclin
Les Byzantins offrirent de nombreuses terres de la Grande Principauté de Rascie à Stracimir, fils du prince Zavide de Zahumlje, qui gouvernait au nom de son frère aîné, le grand-prince Tihomir de Rascie, depuis 1166 comme vassal de l'Empire byzantin. La majeure partie de la Dioclée faisait partie de ces terres. 
Hors de l'irruption de Diocleia Ribnica, qui était le lieu de naissance du frère du prince Stracimir, le prince Stefan Nemanja, un autre fils du prince Zavide de Zachlumie. Vers 1168, Stefan Nemanja monta au trône comme grand-prince de Rascie après avoir vaincu Tihomir. Stracimir a au début soutenu Tihomir, mais s'est retiré aussitôt que Tihomir commençait à perdre.
Un autre frère de Stracimir, le prince Miroslav de Zachlumie, dut annuler ses expéditions militaires contre Korčula et Vis (Lissa), à cause de la défaite face à la république de Raguse en 1184, dans laquelle Stracimir offrait une assistance militaire. Milroslav s'est retiré éventuellement de la guerre, lorsque Stracimir ne voulait pas progresser seul, et abandonna ainsi la conquête de la République aussi. Stracimir avait le devoir de prendre les îles Korčula et Vis en 1185. La plus petite partie de son armée tentait de faire une incursion massive à Vis. Les galères de Stracimir abordèrent ses armées à Korčula et celui-ci prit l'île, mais ne s'était pas préparé à maîtriser ses bateaux, qui abordèrent dans les régions fertiles de l'île, sur le côté ouest. Les habitants de Korčula appelèrent la république de Raguse à l'aide et celle-ci se débrouilla pour capturer toutes les galères de Stracimir. Le prince Stacimir s'arrangea pour signer un accord avec les habitants de l'île : il leur garantit que l'île aura son autonomie, séparée de la Zachlumie ; tandis que les insulaires seraient d'accord pour aider ses armées à mettre la voile au continent. 
Quoique le prince Stracimir fut le souverain factuel de la Dioclée, le prince Mihailo de l'ancienne famille souveraine Voislav et le neveu de Stefan Nemanja resta le souverain titulaire. Après l'absence de passage de Stracimir, Mihailo exigea de gouverner la Dioclée au nom de l'empereur byzantin, plutôt que le duc serbe. En 1186, quand Stefan Nemanja était en guerre avec l'Empire byzantin, il partit en campagne militaire pour incorporer la Dioclée dans son royaume. Il assiégea Bar, qui était sous la domination de l'archevêque local, Grgur. Grgur a écrit Chronique du prêtre de Dioclée en 1172-1196 pour renforcer la morale du peuple, tentant d'abord de garder la Dioclée indépendante, et après seulement marquer sa première gloire. Il prédit le retour de l'ancien pouvoir royal en Dioclée, mais ses espoirs furent tous en vain. Stefan Nemanja demanda 800 perpères (unité ancienne de monnaie au Monténégro) de rançon pour abandonner le siège de Bar, alors que le prince Mihailo était attaqué par les frères de Nemanja. Stefan Nemanja donna la Dioclée, en 1186, à son fils aîné, Vukan qui accéda au pouvoir avec l'ancien titre royal de Roi de Dioclée et Dalmatie. En 1189, le prince Mihailo mourut et sa princesse Desislava s'échappa avec la noblesse loyale restante de Dioclée et l'archevêque de Bar dans ses deux bateaux vers la république de Raguse. Desislava partit par après à Omis, où elle mourut. L'archevêque Grgur fut exilé et son poste temporairement aboli après la capture de Bar par Nemanja, mais il continua ses chroniques en exil.
Vukan Nemanjić maintenait de bonnes relations avec la papauté, puisqu'il maria une parente du pape et accusa le Ban Kulin de Bosnie d'hérésie chez le pape. Il était furieux car il n'avait pas hérité du Grand trône princier de son père Stefan Nemanja, ce qui était contraire au système traditionnel de primogéniture ; il se rebella alors contre le nouveau grand-prince, son frère Stefan II le Premier-couronné, avec l'aide de la noblesse diocléenne, et arriva à accéder au grand trône princier en 1202, mais fut déposé en 1204 par Stefan II avec l'aide des bulgares. Vukan se retira en Dioclée où il continua à gouverner et à combattre le grand-prince. 
À ces temps-là, le nom Zeta remplaça l'ancien nom de la région (nom dérivant de la rivière de Zeta).
L'ère marque un moment critique dans l'histoire monténégrine puisque les Nemanjić imposèrent par force la religion orthodoxe serbe à la plupart de la population diocléenne. Toute trace des souverains précédents fut minutieusement et méticuleusement enlevée, avec l'objectif de complètement supprimer la mémoire collective du passé.

### Liste des souverains
- Petar (Predimir), Prince de Dioclée et Travonie vers 850
- Petrislav, Prince de Dioclée et Travonie 971 - 990
- Jovan Vladimir, Prince de Dioclée et Travonie 990 - 22 mai, 1016
- Prince Dragomir
- Stefan Vojislav, Prince de Dioclée 1034 - 1050
- 1077-1081 : Grand Prince, Roi Mihailo Voislav de Dioclée
- 1081-1102 : Roi Constantin Bodin de Dioclée et de Dalmatie
- 1101-1102 : Les compétiteurs  Rois Dobroslav II et Mihailo II de Dioclée
- 1102-1102 : Roi Dobroslav III de Dioclée
- 1102-1103 : Roi Kočopar de Dioclée
- 1102-1114 : Roi Vladimir de Dioclée
- 1114-116/18 : Roi Georges de Dioclée
- 116/18-1123/25 : Prince Grubeša de Dioclée et Antivari
- 1123/25-1131/35-Roi Georges de Dioclée  (réintégré)
- 1136/43-1146 Prince Gradinja
- 1143/46-1150 : Prince Radoslav
- 1150-1168 : Annexion par la Rascie
- 1168-1179 : Miroslav
- 1179-1189 : Prince Mihailo III de Dioclée de Zeta

### Chronologie
- vers 850 - le premier knez (archonte) de Dioclée - Petrislav.
- 990 - le début de la règle du Saint Jovan Vladimir.
- 1016 - Jovan Vladimir perdit sa vie dans un piège du tsar bulgare Ivan Vladislav.
- 1034 - le début d'une rébellion menée par un noble travonien du nom de Dobroslav ou Voislav contre le gouvernement byzantin.
- 1042 - Stefan Dobroslav I Voislav vainquit décisivement l'armée byzantine près de Bar, gardant l'indépendance de la Dioclée.
- vers 1050 - Mihailo Voislav hérite le royaume de Stefan, prenant l'ancien titre de grand-prince rascien.
- 1054 - le Grand schisme d'Orient.
- 1067 - une branche autocéphale de l'Église catholique serbe dans le nouvel évêché de Bar.
- 1077 - la Dioclée devient un royaume, avec Mihailo Voislav comme premier monarque.
- 1082 - sous les requêtes de Constantin Bodin, l'évêché de Bar fut élevé en archevêché.
- 1101 - mort de Constantin Bodin; nombreuses luttes dynastiques pour le trône.
- 1185 - le prince Stracimir fit une incursion à Korčula et Vis.
- 1186 - L'annexion par Stefan Nemanja de la Dioclée et la titularisation de la Dioclée comme province serbe.
- 1189 - la mort du prince Mihailo ; la princesse Desislava fuit ses fonctions pour la République.